# Party, Party
A Party, Party című dal a brit Eruption diszkócsapat debütáló kislemeze az Eruption című albumról, mely 1977-ben jelent meg. A dal a belga és a holland slágerlistákra is felkerült. A dal producerei Frank Farian és Rainer Maria Ehrhardt voltak.

## Tracklista
7" kislemez
 Németország (Hansa 17 857 AT)
1. "Party, Party" - 3:35
2. "Way Ward Love" - 3:50

12" Maxi
 Egyesült Államok (Ariola Records America PRO 7703)
1. "Party, Party" (Long Version) - 5:07
2. "Party, Party" (Short Version) - 2:58

## Slágerlista
| Slágerlista 1977 | Legmagasabb helyezés |
| ---------------- | -------------------- |
| Belgium          | 19                   |
| Hollandia        | 16                   |

## Külső hivatkozások
- Dalszöveg[4]
- Videó[5]